# Иса-бей Айдыноглу
Иса-бей Айдыноглу (тур. Isa Bey Aydınoğlu; род. после 1309—1390) — четвёртый правитель эмирата (бейлика) Айдыногуллары (Айдын, Айдынидов), сын основателя бейлика Мехмеда-бея. Иса-бей правил бейликом 30 лет, с 1360 года и до смерти в 1390 году.

## Биография

### Происхождение и ранние годы
Бейлик Айдын был небольшим приморским эмиратом (бейликом) в западной Анатолии, появившимся после распада сельджукского султаната. Основателем бейлика был Мехмед-бей Айдыноглу (1308—1334), который ранее был на службе у гермиянидов. Бейлик занимал бывшие византийские земли вдоль реки Мендерес до Эгейского побережья. Его двумя главными портами были Смирна и Аясолук (недалеко от руин древнего Эфеса).
Иса-бей был младшим из пяти сыновей основателя бейлика. У него было четыре брата: Хызыр, Умур, Сулейман и Ибрагим. Также у него была как минимум одна сестра, Хан-заде. Родился Иса не ранее 1311/12 года. Ещё при жизни Медмед-бей разделил княжество, выделяя своим старшим сыновьям по достижении 18 лет земли в апанаж. Энвери писал, что Исе как самому младшему сыну Мехмед не выделил отдельных территорий. Либо это произошло, потому что Иса не достиг совершеннолетия до смерти отца, либо потому, что отец планировал оставить младшему сыну в наследство своё имущество по традиции степных кочевых племён. Иса остался с Мехмедом в Бирги, который являлся личной резиденцией Мехмеда и был во время правления Мехмеда столицей всех территорий Айдыноглу.
Согласно источникам, сыновья Мехмеда держались вместе. Первое упоминание о деятельности Исы относится к 1332/33 году. Возможно, именно тогда он достиг совершеннолетия. Иса вместе с братьями Ибрагимом и Хызыром участвовали в рейде Умура против Бодоницы, Негропонта, Пелопоннеса. Следующее упоминание об Исе относится ко времени правления Умура.
В октябре 1344 года порт и нижний город Смирны подверглись неожиданному нападению латинян и были захвачены ими. Братья Умура, Иса, Хызыр, Ибрагим и Сулейман, находились в своих городах и не могли помочь. 17 января 1345 года году Умур с братьями неожиданно появился со своей армией у нижнего города Смирны. Братья ворвались в собор нижнего города, где рыцари собрались на мессу. Потери христиан были огромны — погибли все предводители и 500 других рыцарей. Айдыниды также понесли большие потери. Братья Исы, Хызыр и Умур, были ранены, а Ибрагим Бахадур был убит.
В 1348 году Умур погиб. После него правителем бейлика стал старший брат Исы, Хызыр-бей  Айдыноглу. Деятельность Хызыра была направлена на урегулирование торговых взаимоотношений с Венецией и Генуей. Единственное упоминаний Исы в годы правления Хызыра относится к 1349/50 году. Иса и Хызыр опять атаковали христианские суда и колонии и захватили множество пленных. Они заявляли, что это месть за смерть Умура. Четвёртый сын Мехмеда, Сулейман умер в том же 1349/50 году, и Иса остался единственным, оставшимся в живых, сыном основателя бейлика, кроме Хызыра. После смерти Хызыра в 1360 году Иса стал эмиром.

### Правление

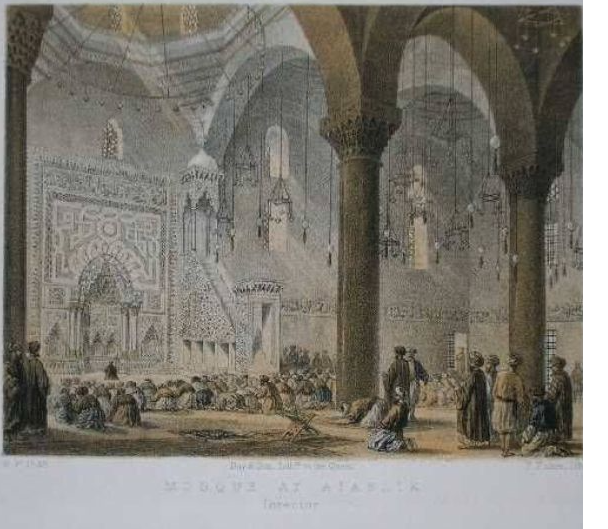
Интерьер мечети Исы-бея в Сельчуке (Аясолуке). 1375 год

Иса царствовал тридцать лет с 1360 по 1390 годы. Отношения с Венецией в годы его правления оставались непростыми. В 1362 году консул Венеции жаловался на захват и потопление критского корабля. Тем не менее в 1371 году Иса подтвердил старый договор, заключённый Хызыром с венецианцами в 1348 году. В бейлике постоянно находились представители (консулы) Генуи и Венеции. Беи Айдына получали доход, сбирая пошлину с купцов. Эфес (Аясолук) был одним из крупных торговых центров Леванта, он процветал в правление Исы.
Иса-бей поддерживал дружественные связи с правителем Османского бейлика, Мурадом I, и присутствовал как гость на церемониях сюннета сыновей Мурада: Якуба и Баязида. Также Иса упоминается среди тех малоазийских правителей, которые в 1381 году прислали посланников с дарами по случаю свадьбы в Брусе Баязида, сына Мурада, и Девлетшах-хатун , дочери Гермияноглу Сулейман-шаха.

На обороте читается «Иса»
(عيسى).

Известно, что в битве на Косовом поле в 1389 году Иса-бей с айдынскими воинами находился в османской армии. Когда Мурад погиб в этой битве, Иса-бей решил присоединиться к союзу, организованному Алаэддином Караманидом против Баязида. Баязид, прибывший в Анатолию, подавил сопротивление беев и занял Алашехир, которым владели Айдыногуллары. В этой ситуации Иса-бей явился к султану первым из анатолийских эмиров и поклялся в верности. За это Баязид оставил ему в награду часть бейлика на условиях вассальной зависимости, но хутбу в мечети читали уже о здравии Баязида, а не Исы. Монеты тоже чеканили от имени османского султана. 21 мая 1390 года венецианский посланник заключил торговое соглашение об использовании порта Аясолука уже с Баязидом.
В 1391 году дочь Исы, Хафса, вошла в гарем Баязида. Вероятно, в это время Иса-бей ещё был жив. Дата смерти Исы неизвестна, на могиле она не обозначена. Но летом 1402 года в войске Тамерлана как беи Айдына присутствовали сыновья Исы. К этому моменту, вероятно, Иса уже умер. Похоронен Иса в тюрбе отца, Мехмеда бея, в Бирги.
После его смерти эмират был преобразован в санджак Османского государства, а управлять им Баязид поставил своего сына Эртогрула.

### Семья
Жена — Саадет Азизе-хатун, возможно, она происходила из семьи правителей бейлика Ментешеогуллары. Во всяком случае, её сын (?) Умур имел дядей Ильяса-бея Ментеше. Построила в Аясолуке Хамам Саадет-хатун.
Дочь — Хафса-хатун. В 1391 году стала женой Баязида I. Построила мечеть.
Сын — Хамза.
Сын — Умур II.
Сын — Дука называл его именем «Eses», которое некоторые историки истолковывают как «Иса». Узунчаршилы писал, что обнаружена монета, отчеканенная «Мусой сыном Исы», описание которой опубликовано в 1965 году. Поэтому большинство историков называют этого сына Исы «Муса».

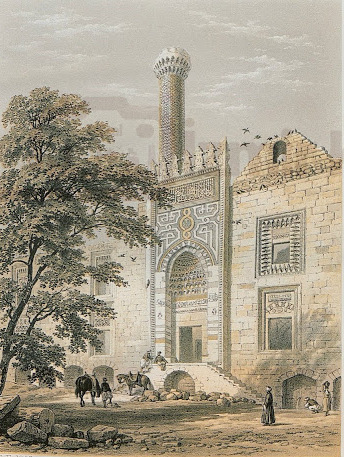
Западный фасад мечети Исы-бея в Сельчуке.

Между 1390 и 1402 годами сыновья Исы-бея Муса и Умур перешли к Тамерлану. Во время битвы при Анкаре воины из Айдына, находившиеся в войске Баязида, увидели своих беев в армии Тамерлана и повернули оружие против османов. Таких перебежчиков из Айдына, по словам Дуки, было 500 человек. Некоторое время после битвы при Анкаре сыновья Исы-бея правили бейликом. Умур II умер в 1405 году. Возможно, он был отравлен Джунейдом Измироглу. Муса (Иса) умер в 1403 или 1405 году. Возможно, он тоже был убит Джунейдом Измироглу.

## Личность и наследие
Как его отец и братья, Иса-бей покровительствовал людям наук и искусств. Он собрал в своём дворце многих поэтов, учёных и ремесленников разных религий и народностей. Иса-бей поддерживал их материально. Например, его покровительством и поддержкой пользовался Хызыр Джелаледдин, когда учился в Каире. Став известным врачом и кади Аясолука, Джелаледдин получил от Исы-бея имя Хаджи-паша и в своей книге назвал Ису-бея учёным и султаном, поддерживающим учёных. Наставником у сына Исы-бея, Хамзы, был поэт Ахмеди (1329—1413), учившийся в Каире вместе с Хаджи-пашой. Перевод  Хюсрев и Ширин был выполнен в 1367 году Якубом бин Мехмедом и посвящён Исе-бею. Зная репутацию Исы-бея, в 1341 году к его двору бежал дед историка Дуки, вынужденный скрыться из Константинополя. По словам историка, его дед вспоминал о своём покровителе с благоговением и глубокой благодарностью.
Иса-бей построил мечети в Бирги, Келесе и в 1375 году большую Мечеть в Сельчуке (Аясолуке). Мечеть в Аясолуке украшена редкой мозаикой периода эмиратов, выполненной мастерами.
По мнению историков, Иса-бей был шиитом.